# 아카시야 산마
아카시야 산마(明石家さんま, 1955년 7월 1일 ~ )는 나라현출신 일본의 남자 배우 MC다. 본명은 스기모토 다카후미(杉本 高文)다. 기타노 다케시, 타모리와 함께 일본의 3대 코미디언으로 일컫는다. 1980년대 후반 이후부터 탑 코미디언으로서 활약하고 있다. 별명은 산마상, 산마 니상(산마 형님), 오와라이 가이주(희극괴수)다.

## 출연 작품
- 1981년 해바라기의 노래
- 1998년 드라마 세상에서 아빠가 제일 좋아
- 2002년 드라마 하늘에서 내리는 1억개의 별
- 2003년 드라마 사탕수수밭의 노래
- 2007년 드라마 스무살의 연인

## 가족 관계
1988년 9월 배우 오타케 시노부(大竹しのぶ)와 결혼. 딸 모델 이마루(イマル)을 낳았지만, 1992년 9월에 이혼했다.

## 관련 인물
- 시마다 신스케 - 동기 코미디언
- 오타케 시노부 - 전 부인
- 이마루 - 장녀
- 타모리
- 기타노 다케시